# Andrzej Chyra
Andrzej Chyra, né le 27 août 1964 à Gryfów Śląski, est un acteur et réalisateur polonais,. Il est lauréat de la Médaille d'argent du Mérite culturel polonais Gloria Artis en 2015.

## Biographie
Andrzej Chyra sort diplômé de la faculté d'art dramatique de l'Académie de théâtre Alexandre Zelwerowicz en 1987, il finira son cursus en réalisation au sein du même établissement en 1994,.
Sa carrière commence dans le téléfilm Dekalog IV de Krzysztof Kieślowski en 1988, mais c'est son rôle de Gerard Nowak dans Dług de Krzysztof Krauze qui marque un tournant pour le comédien et lui apporte la reconnaissance de ses pairs avec le prix du meilleur acteur au Festival du film polonais de Gdynia. Il recevra de nouveau ce trophée en 2005, pour Komornik de Feliks Falk, et en 2013, pour Aime et fais ce que tu veux de Małgorzata Szumowska,.

## Filmographie

### Cinéma
- 1993 : Kolejność uczuć de Radosław Piwowarski (pl) : Benvollo
- 1999 : Dług de Krzysztof Krauze : Gerard Nowak
- 2000 : Kallafiorr de Jacek Borcuch (pl) : Brando
- 2001 : Pieniądze to nie wszystko de Juliusz Machulski : Wiesław Turkot
- 2002 : Where Eskimos Live (en) de Tomasz Wiszniewski : avocat
- 2003 : Les Yeux entr'ouverts (Zmruz oczy) d'Andrzej Jakimowski : père
- 2003 : Symetria de Konrad Niewolski (pl) : Dawid
- 2004 : Tulipany de Jacek Borcuch : fils
- 2005 : Komornik de Feliks Falk :  Lucek
- 2006 : Wszyscy jesteśmy Chrystusami de Marek Koterski : Adaś Miauczyński
- 2006 : S@motność w sieci de Witold Adamek (pl) : Kuba
- 2006 : Polimpsest de Konrad Niewolski : Marek
- 2007 : Melancholia (également scénariste) :
- 2007 : Katyń d'Andrzej Wajda : lieutenant Jerzy
- 2011 : Elles (Sponsoring) de Małgorzata Szumowska : client de prostituée
- 2011 : Daas (pl) d'Adrian Panek : Jakub Goliński
- 2012 : La Terre outragée de Michale Boganim : Alexei
- 2013 : Lasting (Nieulotne) de Jacek Borcuch : père de Karina
- 2013 : Des pierres sur le rempart (pl) (Kamienie na szaniec ) de Robert Gliński : Kiwerski
- 2013 : Aime et fais ce que tu veux (W imię...) de Małgorzata Szumowska : père Adam
- 2015 : Carte blanche de Jacek Lusiński (pl) : Kacper
- 2016 : Crache cœur de Julia Kowalski : Jozef
- 2017 : Frost de Šarūnas Bartas: Andrei
- 2018 : Un peuple et son roi de Pierre Schoeller : Claude François Lazowski
- 2020 : Kill It and Leave This Town de Mariusz Wilczyński : le père de Janek
- 2020 : Magnezja de Maciej Bochniak : Lew Alinczuk
- 2020 : Parquet d'Alexandre Mindadze : Cockatoo
- 2021 : Niewolnik (court métrage) de Grzegorz Pekarski :
- 2021 : Varsovie 83, une affaire d'état (Zeby nie bylo sladów) de Jan P. Matuszynski : Miroslaw Milewski
- 2021 : Nos peurs et nos espoirs (Wszystkie nasze strachy) de Lukasz Gutt et Lukasz Ronduda : le père de Daniel
- 2021 : Wesele de Wojciech Smarzowski : Bogdan / Glowacki
- 2023 : Zdazyc przed Panem Bogiem (court métrage) d'Artur Mikulski : Marek Edelman (voix)
- 2023 : Wiem, ze Ty tez sie boisz (court métrage) de Pola Lotta Wlodarczyk : l'employé (voix)
- 2023 : Les Derniers hommes de David Oelhoffen : Adjudant Janiçki

### Télévision
- 1989 : Le Décalogue, Décalogue quatre (Dekalog IV) de Krzysztof Kieślowski : étudiant théâtre
- 1994 : Zawrócony de Kazimierz Kutz : prêtre
- 1995 : Honor dla niezaawansowanych de Maciej Szelachowski et Ryszard Maciej Nyczka : Adam Jakubiec
- 1996 : Bar Atlantic (série télévisée) de Janusz Majewski : Lucjan Myjka / Janosik
- 1997 : Zakleta (mini-série télévisée) : Karol
- 1997 : Boża podszewka d'Izabella Cywińska : Rosjanin
- 1998 : Miodowe lata (série télévisée) : Wilkon
- 2003 : Defekt de Maciej Dutkiewicz (pl) : broker
- 2006 : Officiers (Oficerowie) de Maciej Dejczer : Krzysztof Ryś
- 2006 : L'Héroïne de Gdansk (Strajk) de Volker Schlöndorff : Leszek
- 2021 : Wiatr (Audioplay) de Krzysztof Czeczot et Wojciech Patkiewicz : Warzyniec Wyslicki (voix)
- 2022 : Les Monstres de Cracovie (Krakowskie potwory) : le professeur Jan Zawadzki
- 2023 : Mon cosmonaute (Dziewczyna i kosmonauta) (série télévisée) : Bogdan Rosa
- 2023 : Sortownia (série télévisée) : Dr. Jacek Wolinski

### Audioplay
- 2021 : Wiatr de Krzysztof Czeczot et Wojciech Patkiewicz : Warzyniec Wyslicki (voix)
- 2022 : Wodnik de Piotr Jaworski : Szczepan Turski (voix)

## Théâtre
- 1986 : Peines d'amour perdues, adaptation de Tadeusz Łomnicki, PWST Warszawa : Nathanael
- 1992 : The Boys in the Band, adaptation de Romuald Szejd, Scena Prezentacje : Emory
- 2001 : Les Bacchantes, adaptation de Krzysztof Warlikowski, Théâtre Bagatela de Varsovie : Dionysos
- 2001 : Festen, adaptation de Grzegorz Jarzyna, Théâtre Bagatela de Varsovie : Christian
- 2003 : La Tempête, adaptation de Krzysztof Warlikowski, Théâtre Bagatela de Varsovie : Antonio
- 2006 : Giovanni, adaptation de Grzegorz Jarzyna, Théâtre Bagatela de Varsovie : Giovanni
- 2007 :  Angels in America, adaptation de Krzysztof Warlikowski, Théâtre Bagatela de Varsovie : Roy M. Cohn
- 2009 : (A)pollonia de Krzysztof Warlikowski, Nouveau Théâtre de Varsovie (pl)
- 2010 : Un tramway d'après Un tramway nommé Désir de Tennessee Williams, mise en scène Krzysztof Warlikowski, Odéon-Théâtre de l'Europe : rôle de Stanley Kowalski [5]
- 2011 : Un tramway d'après Un tramway nommé Désir de Tennessee Williams, mise en scène Krzysztof Warlikowski, Comédie de Genève : rôle de Stanley Kowalski[6]
- 2016 : Phèdre(s), textes de Wajdi Mouawad, Sarah Kane et J.M. Coetzee, mis en scène par Krzysztof Warlikowski, Théâtre de l'Odéon, Paris : rôles d'Hippolyte 2 et du conférencier[7],[8]

## Distinctions
- Polskie Nagrody Filmowe :
  - Aigle du meilleur acteur dans un second rôle en 1999 dans Dług[4],[9]
  - Aigle du meilleur acteur dans un rôle principal en 2006 dans Komornik[4],[10]
- Festival du film polonais de Gdynia
  - Meilleur rôle principal masculin en 1999[2]
  - Meilleur rôle principal masculin en 2005[2]
  - Meilleur rôle principal masculin en 2013[2]